# NGC 1094
NGC 1094 é uma galáxia espiral barrada (SBab) localizada na direcção da constelação de Cetus. Possui uma declinação de -00° 17' 07" e uma ascensão recta de 2 horas, 47 minutos e 27,8 segundos.
A galáxia NGC 1094 foi descoberta em 7 de Novembro de 1785 por William Herschel.